# This Beautiful Republic
This Beautiful Republic é uma banda de punk cristão norte-americana, formada em Toledo, Ohio em 2004. A banda assinou contrato com a gravadora ForeFront Records em Novembro de 2006. A banda apareceu no programa de televisão The Logan Show a 9 de Dezembro de 2006.

## História
This Beautiful Republic começou no Toledo, Ohio no ano de 2004. Olin juntou-se à banda após terem perdido o seu vocalista. Todos os integrantes da banda foram para o liceu juntos, o Toledo Christian School. Lançaram o seu primeiro EP a 7 de Janeiro de 2007. Pouco depois, a 3 de Abril do mesmo ano, lançam o primeiro álbum de estúdio, Even Heroes Need a Parachute, que teve como primeiro single, "Casting Off".
Quando questionados sobre a origem do nome, Olin responde: "Queríamos algo que ficasse no ouvido. Que representasse o reino dos céus na terra. Tivemos essa ideia com a interação com outros cristãos. Esperamos que seja como o reino".

## Tornés
Para a promoção do álbum, a banda foi em duas tornés separadas, a primeira abriu o concerto para Sanctus Real e Needtobreathe, e a segunda com Dizmas e Ever Stays Red.
A torné da banda inclui diversas datas nos Estados Unidos, bem como festivais diversos, como Lifest, Alive Festival, Godstock, Ichthus Festival, Soul Fest, Frizon Festival na Suécia e o Flevo Festival nos Países Baixos.

## Estilo musical
O vocalista Ben Olin descreve a sonoridade da banda como: "Peguem em Silverchair e juntem um pouco de Jimmy Eat World e têm um rock doce e honesto, com uma grande melodia, muitas guitarras e muitas outras coisas".

## Membros
- Ben Olin - vocal
- Adam Smith - guitarra
- Cameron Toews - bateria
- Brandon Paxton - baixo
- Jeremy Kunkle – guitarra

## Discografia

### Álbuns de estúdio
- 2007 - Even Heroes Need a Parachute
- 2008 - Perceptions

### EPs
- 2007 - Casting Off

## Singles
- "Jesus to the World" (2006)
- "Going Under" (2007)
- "Right Now" (2007)
- "Black Box" (2007)
- "Learning to Fall" (2008)
- "No Turning Back" (2008)
- "Beautifully Broken" (2008)

O single "Right Now" que foi lançado em Maio de 2007, atingiu o nº 11 da tabela Christian CHR.